# シェーン・ビクトリーノ
シェーン・パトリック・ビクトリーノ（Shane Patrick Victorino, 1980年11月30日 - ）は、アメリカ合衆国ハワイ州出身の元プロ野球選手（外野手）。
祖父は日本人、祖母は中国人、父はポルトガル人。母の旧姓はナカハシ。同じく元プロ野球選手のカネコア・テシェイラは従弟。

## 経歴

### プロ入りとドジャース傘下時代
1999年のMLBドラフトでロサンゼルス・ドジャースから6巡目（全体194位）で指名され、入団。
2002年にドジャース傘下最多の45盗塁を記録。

### パドレス時代
2002年のシーズンオフに、ルール・ファイブ・ドラフトでサンディエゴ・パドレスからの指名を受け、移籍した。
2003年4月2日のジャイアンツ戦でメジャーデビューを果たした。マウイ島出身者では78年ぶり2人目のメジャーリーガーとなったが、5月23日にパドレスはゲイリー・マシューズ・ジュニアをウェイバー公示を経て獲得したため、ビクトリーノは25人ロースターから外れた。打率は.151だったが、7盗塁は5月22日時点でチーム最多だった。

### ドジャース復帰
パドレスの25人枠から外れたため、2003年5月28日にドジャースへ復帰した。
2004年はドジャース傘下のAA級のジャクソンビルとAAA級のラスベガスでプレイ。

### フィリーズ時代
2004年12月13日のルール・ファイブ・ドラフトでフィラデルフィア・フィリーズから指名され移籍。
2005年はAAA級スクラントン・ウィルクスバリ・レッドバロンズで打率.310・18本塁打・70打点を記録し、インターナショナルリーグの最優秀選手に選出された。セプテンバーコールアップでメジャー昇格を果たし、同年はメジャーで21試合に出場。
2006年は5番目の外野手として開幕を迎えた。アーロン・ローワンドが故障者リスト入りした5月は中堅手として先発出場し、ボビー・アブレイユが7月31日にニューヨーク・ヤンキースへトレード移籍以降、ビクトリーノはその後釜として先発出場した。
2007年は、右翼手のレギュラーに定着して131試合に出場し、自身初となる規定打席到達を達成。打撃面では打率.281・12本塁打・46打点・37盗塁という成績を残した。5月3日から5日にかけて1997年のオマー・ビスケル以来となる3試合連続複数盗塁を記録している。

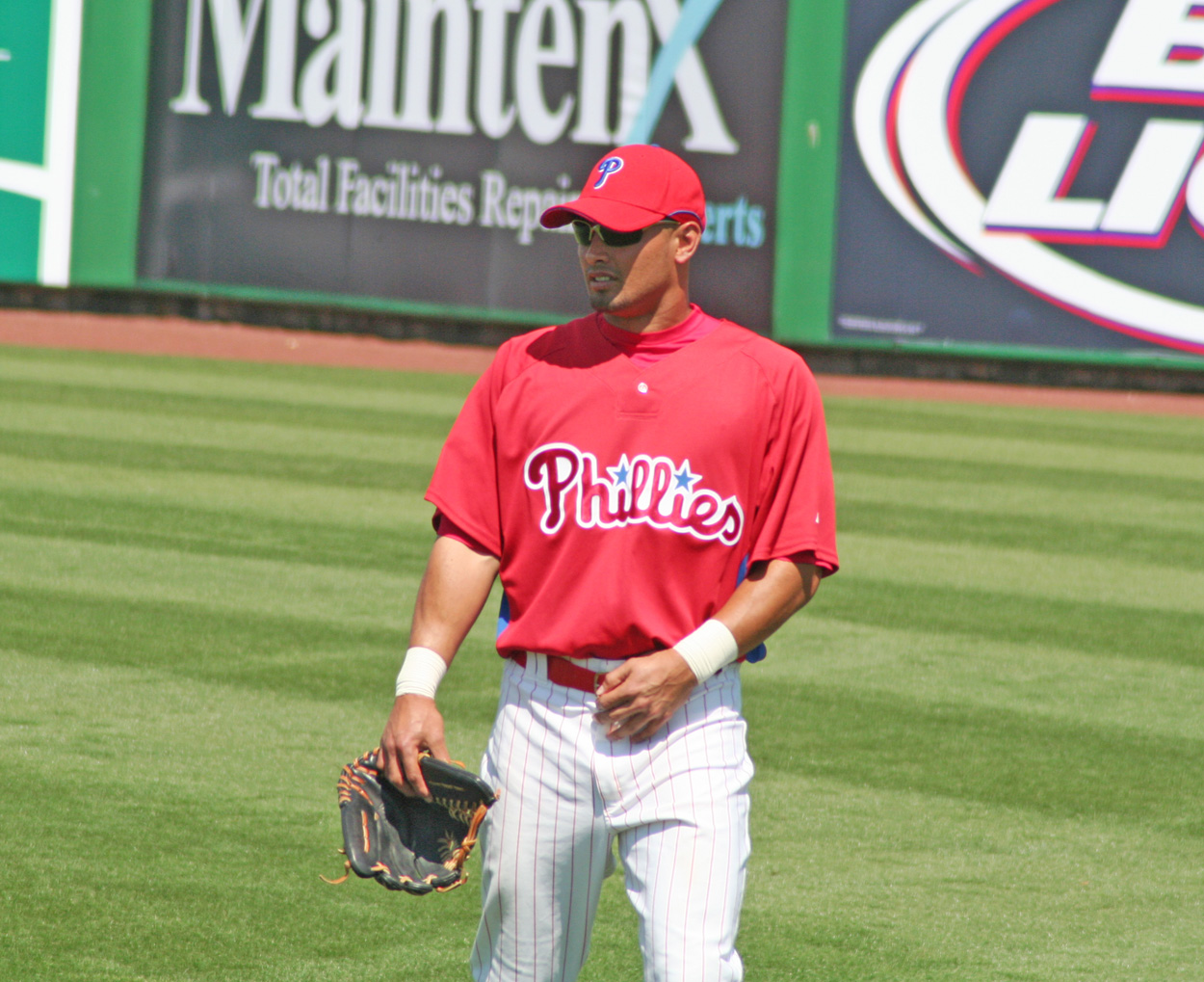
フィリーズ時代（2007年）

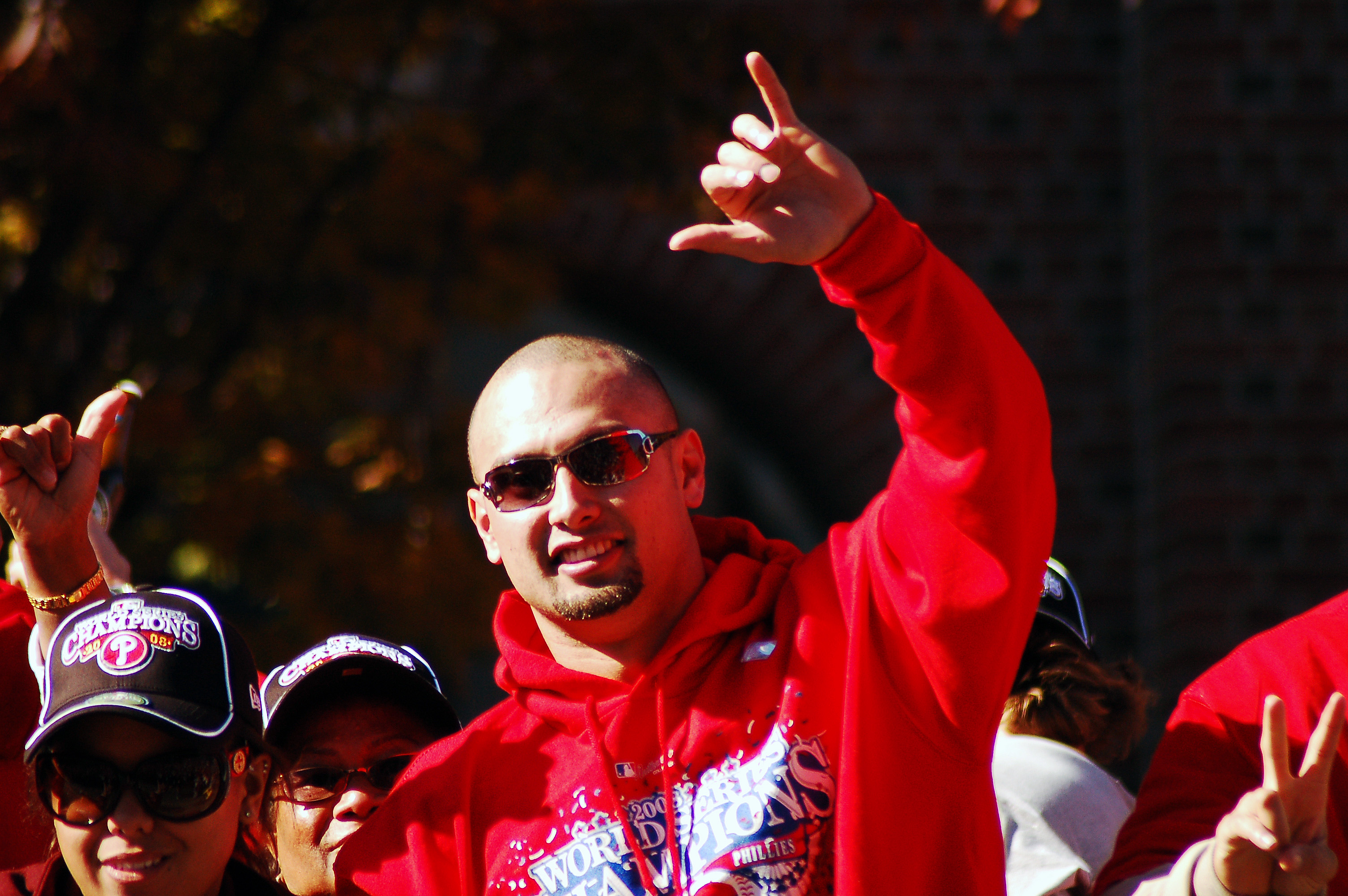
2008年ワールドシリーズ優勝パレードにて

アーロン・ローワンドの移籍とジェフ・ジェンキンスの加入に伴い、2008年は中堅手として出場。同年は146試合に出場して、打率.293・14本塁打・58打点・36盗塁を記録。守備面では自身初のゴールドグラブ賞を獲得した。ミルウォーキー・ブルワーズとのディビジョンシリーズでは.357という打率を記録。ドジャースとのリーグチャンピオンシップシリーズでは打率.222に終わったものの、4安打のうち本塁打と三塁打をそれぞれ1本ずつ放ち、6打点を記録した。タンパベイ・レイズとのワールドシリーズでは、打率.250、2打点を記録した。プレイオフ通算では14試合に出場して打率.269、2本塁打、13打点、3盗塁という数字を残した。
2009年はシーズン開幕前の3月に開催された第2回ワールド・ベースボール・クラシック(WBC)のアメリカ合衆国代表に選出された。
シーズンでは、打率.292、10本塁打、62打点、25盗塁を記録。自身初のオールスター出場を果たし、MVP投票でも18位にランクインしたほか、2年連続でゴールドグラブ賞に選出された。WSでは、ニューヨーク・ヤンキースに敗れはしたものの、ビクトリーノ自身はプレイオフを通じて、前年を上回る打率.293、3本塁打という数字を残した。シーズン終了後、ビクトリーノは、2010年の年俸として580万ドルを要求。これに対して球団側は475万ドルを提示したが、年俸調停を避け、3年総額2,200万ドルで契約延長した。
2010年は2年連続での2ケタ三塁打、自己ベストの18本塁打・69打点を記録したが、一方で打率はメジャーデビュー年の2003年に記録した数値（.151）に次ぐ低さ（.259）となった。これは、長打志向が強まった事に加え、胸の斜筋を痛めていた事が原因である。
2011年は自己最多を更新する16三塁打を記録。2年ぶりのオールスター選出も果たした。

### ドジャース復帰
2012年7月31日にジョシュ・リンドブロム、イーサン・マーティン、スティーブン・ハレンとの1対3のトレードで、ロサンゼルス・ドジャースへ移籍した。オフの10月29日にFAとなった。

### レッドソックス時代
2012年12月13日に3年総額3,900万ドルの契約でボストン・レッドソックスに入団した。
2013年はシーズン開幕前の2月27日に第3回WBCのアメリカ合衆国代表に選出され、2大会連続2度目の選出となった。
シーズンでは5月12日のトロント・ブルージェイズ戦で左ハムストリングを痛め、その後も5試合に出場していたが、5月21日に戦列を離れ、5月24日に故障者リスト入りした。6月8日に復帰。8月5日には7月5週目の「American League Player of the Week」に選出された。ポストシーズンではリーグチャンピオンシップシリーズ第6試合の7回裏にマックス・シャーザーからグリーン・モンスターを越える逆転満塁本塁打を放ち、チームのワールドシリーズ進出を決めた。10月29日に4度目のゴールドグラブ賞を受賞した。10月30日にレッドソックスはセントルイス・カージナルスとのワールドシリーズを制覇し、ビクトリーノは自身2度目のチャンピオンリングを勝ち取った。
2014年3月31日に左ハムストリングの故障で、15日間の故障者リスト入りした。4月24日に復帰し、復帰後は21試合に出場したが、5月24日に再び15日間の故障者リスト入りした。7月19日に復帰し、9試合に出場したが、8月1日に腰の故障で15日間の故障者リスト入りした。以降はメジャーに復帰することなく、この年は30試合の出場にとどまった。この左ハムストリングから背中にかけての故障の影響で左打席に立てなくなり、翌年から登録を右打ちに変更した。

### エンゼルス時代
2015年7月27日、ジョシュ・ラットリッジと金銭のトレードでエンゼルスに移籍した。移籍後は38試合に出場したが、打率.214・3打点という打撃成績に終わり、打撃不振だった。レッドソックス時代との通算成績は、打率.230・1本塁打・7打点・7盗塁というものだった。エンゼルスでの守備成績は、外野3ポジションのうちレフトが最多の29試合であり、守備率.957・DRS -2だった。11月2日にFAとなった。

### カブス傘下時代
2016年2月26日、シカゴ・カブスとマイナー契約を結び、同年のスプリングトレーニングに招待選手として参加することになった。

### 引退後
2023年9月15日にベースボール・ユナイテッドの共同オーナーとして参入した。

## 人物
幼少期に注意欠如多動症（ADHD）の診断を受けている。

## 詳細情報

### 年度別打撃成績
| 年 度      | 球 団      | 試 合 | 打 席 | 打 数 | 得 点 | 安 打 | 二 塁 打 | 三 塁 打 | 本 塁 打 | 塁 打 | 打 点 | 盗 塁 | 盗 塁 死 | 犠 打 | 犠 飛 | 四 球 | 敬 遠 | 死 球 | 三 振 | 併 殺 打 | 打 率 | 出 塁 率 | 長 打 率 | O P S |
| ---------- | ---------- | ----- | ----- | ----- | ----- | ----- | -------- | -------- | -------- | ----- | ----- | ----- | -------- | ----- | ----- | ----- | ----- | ----- | ----- | -------- | ----- | -------- | -------- | ----- |
| 2003       | SD         | 36    | 83    | 73    | 8     | 11    | 2        | 0        | 0        | 13    | 4     | 7     | 2        | 1     | 1     | 7     | 0     | 1     | 17    | 5        | .151  | .232     | .178     | .410  |
| 2005       | PHI        | 21    | 19    | 17    | 5     | 5     | 0        | 0        | 2        | 11    | 8     | 0     | 0        | 0     | 2     | 0     | 0     | 0     | 3     | 0        | .294  | .263     | .647     | .910  |
| 2006       | PHI        | 153   | 462   | 415   | 70    | 119   | 19       | 8        | 6        | 172   | 46    | 4     | 3        | 8     | 1     | 24    | 0     | 14    | 54    | 5        | .287  | .346     | .414     | 760   |
| 2007       | PHI        | 131   | 510   | 456   | 78    | 128   | 23       | 3        | 12       | 193   | 46    | 37    | 4        | 5     | 2     | 37    | 1     | 10    | 62    | 10       | .281  | .347     | .423     | .770  |
| 2008       | PHI        | 146   | 627   | 570   | 102   | 167   | 30       | 8        | 14       | 255   | 58    | 36    | 11       | 5     | 0     | 45    | 2     | 7     | 69    | 8        | .293  | .352     | .447     | .799  |
| 2009       | PHI        | 156   | 694   | 620   | 102   | 181   | 39       | 13       | 10       | 276   | 62    | 25    | 8        | 4     | 4     | 60    | 1     | 6     | 71    | 5        | .292  | .358     | .445     | .803  |
| 2010       | PHI        | 147   | 648   | 587   | 84    | 152   | 26       | 10       | 18       | 252   | 69    | 34    | 6        | 0     | 1     | 53    | 5     | 7     | 79    | 6        | .259  | .327     | .429     | .756  |
| 2011       | PHI        | 132   | 586   | 519   | 95    | 145   | 27       | 16       | 17       | 255   | 61    | 19    | 3        | 6     | 0     | 55    | 1     | 6     | 63    | 4        | .279  | .355     | .491     | .847  |
| 2012       | PHI        | 101   | 431   | 387   | 46    | 101   | 17       | 5        | 9        | 155   | 40    | 24    | 4        | 5     | 2     | 35    | 1     | 2     | 49    | 4        | .261  | .324     | .401     | .724  |
| 2012       | LAD        | 53    | 235   | 208   | 26    | 51    | 12       | 2        | 2        | 73    | 15    | 15    | 2        | 4     | 1     | 18    | 0     | 4     | 31    | 1        | .245  | .316     | .351     | .667  |
| '12計      | LAD        | 154   | 666   | 595   | 72    | 152   | 29       | 7        | 11       | 228   | 55    | 39    | 6        | 9     | 3     | 53    | 1     | 6     | 80    | 5        | .255  | .321     | .383     | .704  |
| 2013       | BOS        | 122   | 532   | 477   | 82    | 140   | 26       | 2        | 15       | 215   | 61    | 21    | 3        | 10    | 2     | 25    | 0     | 18    | 75    | 5        | .294  | .351     | .451     | .801  |
| 2014       | BOS        | 30    | 133   | 123   | 14    | 33    | 6        | 1        | 2        | 47    | 12    | 2     | 0        | 1     | 2     | 6     | 0     | 1     | 21    | 3        | .268  | .303     | .382     | .685  |
| 2015       | BOS        | 33    | 106   | 94    | 10    | 23    | 2        | 0        | 1        | 28    | 4     | 5     | 0        | 1     | 0     | 9     | 0     | 2     | 14    | 3        | .245  | .324     | .298     | .622  |
| 2015       | LAA        | 38    | 98    | 84    | 9     | 18    | 2        | 2        | 0        | 24    | 3     | 2     | 0        | 2     | 2     | 7     | 1     | 3     | 18    | 1        | .214  | .292     | .286     | .577  |
| '15計      | LAA        | 71    | 204   | 178   | 19    | 41    | 4        | 2        | 1        | 52    | 7     | 7     | 0        | 3     | 2     | 16    | 1     | 5     | 32    | 4        | .230  | .308     | .292     | .601  |
| 通算：12年 | 通算：12年 | 1299  | 5164  | 4630  | 731   | 1274  | 231      | 70       | 108      | 1969  | 489   | 231   | 46       | 52    | 20    | 381   | 12    | 81    | 626   | 60       | .275  | .340     | .425     | .765  |

- 各年度の太字はリーグ最高

### 表彰
- ゴールドグラブ賞 4回：2008年 - 2010年、2013年
- ルー・ゲーリッグ賞：2008年
- インターナショナルリーグMVP：2005年
- ブランチ・リッキー賞（英語版）：2011年
- 週間MVP 1回：2013年7月29日-8月4日

### 記録
- MLBオールスターゲーム選出 2回：2009年、2011年

### 背番号
- 3 （2003年）
- 8 （2005年、2007年 - 2012年）
- 18 （2006年、2013年 - 2015年）

### 代表歴
- 2009 ワールド・ベースボール・クラシック・アメリカ合衆国代表
- 2013 ワールド・ベースボール・クラシック・アメリカ合衆国代表